# ロボ (プロレスラー)
ロボ（Lobo，1975年生）―本名：ジョー・ユーバンクス(Joe Eubanks)―は、アメリカ・ニュージャージー州出身のプロレスラーである。
身長おおよそ178センチメートル、体重おおよそ106キログラム。コンバット・ゾーン・レスリング(CZW)の前身にあたるCZWレスリング・スクールというプロレスラー養成所において、ニック・ゲージ、ジャスティス・ペイン、リック・ブレードとともに、CZWの看板候補生としての訓練をジョン・ザンディグから施された。 そしてプロレスラーとしてのデビューを1999年に行い、それからというもの、その経歴の大部分を通してCZWを舞台に活動し続けてきた。
1999年の2月13日に開かれたCZWの『オープニング・ナイト』でさっそくCZWアイアンマン王座を獲得してからというもの、同年のうちにこの王座を再び獲得したうえ、T．C．K．と組んだうえでCZW世界タッグ王座を、更には2000年からその翌2001年に掛けて、CZW世界ヘビー級王座、そして3度目のアイアンマン王座を獲得。
そのデビューから5年目にあたる2004年にニック・モンドと並んでCZW殿堂の栄誉を戴冠。 それから2007年に掛けて、ジョン・ザンディグ、ネクロ・ブッチャー、ヘラウェア・アサシン、メサイア、ラッカス、サビアン、ジョーカー、エディー・キングストン、JCベイリー、ドレイク・ヤンガー、ルフィスト、そして同期のニック・ゲージ、・・・こうしたレスラーらとともにリングに熱戦を繰り広げた。